# Monomahova kapa
Monomahova kapa (rusko шапка Мономаха, latinizirano: šapka Monomaha), imenovana tudi Zlata kapa (шапка Золотая, šapka Zolotaya), je glavna relikvija ruskih velikih knezov in carjev. Je simbol-krona ruske avtokracije in je najstarejša od kron, ki so trenutno razstavljene v delu cesarske zakladnice  Kremeljske orožarne. Monomahova kapa je zlata filigranska naglavna kapa iz 14. stoletja, sestavljena iz osmih sektorjev, natančno okrašena z zlato oblogo, obložena z dragulji (rubini in smaragdi) in biseri ter obrobljena s soboljevino. Kapa ima na vrhu preprost zlat križ z biseri na vsakem od okončin.

## Izvor
Glavna hipoteza je staro-moskovskega izvora. Ena izmed drugih je, da je srednjeazijskega izvora (z etnološkega ali kulturnega vidika), kar je nekatere sodobne znanstvenike napeljalo do tega, da so krono gledali kot darilo Uzbeg kana iz Zlate horde svojemu zetu Ivanu Kaliti iz Moskve, v  obdobju tatarskega oblasti v Rusiji . Zlasti Boris Uspenski trdi, da so tatarska pokrivala prvotno uporabljali pri obredih kronanja, da bi označili podrejenost moskovskega vladarja kanu. Po besedah Sergeja Solovjova so »po smrti Ivana Kalite vsi ruski knezi potovali v Hordo ... in kan je naznanil najstarejšega sina Kalita, Simeona, za velikega kneza Vladimirja«. Solovjov tudi piše, da je prvi, ki je uvedel kronanje ruskega monarha, Ivan III. Zgodilo se je leta 1498. V 15. ali 16. stoletju je krona dobila križ. 
Potem ko je Rusija premagala obdobje fevdalne razdrobljenosti in sta si Ivan III. Moskovski in Vladimir utrdila položaj naslednika rimskih cesarjev, se je pojavila legenda, da je kapico predstavil bizantinski cesar Konstantin IX. Monomah  svojemu vnuku Vladimiru Monomahu, ustanovitelju mesta Vladimir in patrilinealni predniku Ivana III. Legenda je bila obdelana v Zgodbi o Vladimirovih knezih (rusko ‘’Сказание о князьях Владимирских) in je bila eden od temeljev za politično teorijo Moskva kot tretji Rim. Skladno s tem je krona postala znana kot Monomahova kapa, izraz, ki je bil prvič zapisan v ruskem dokumentu iz leta 1518. Vendar pa je dejstvo, da je Konstantin IX Monomah umrl 50 let pred kronanjem Vladimira Monomaha, izjava resnično legenda. Prvo različico orientalskega izvora kape (Uzbeg kana) je predlagal George Vernadski. Vernadski je opozoril na zanimivo dejstvo, da je po Paul Pelliotu Özbäg mogoče razlagati kot svobodnjaka (maître de sa personne).
Profesor Kramarovski, ki ga je posebej zanimal izvor kape, pripomni, da po tehnologiji izdelave pokrivala poreklo izvira iz mest ob Volgi ali s Krima, kjer se je razvila šola filigrana Zlate horde. Po mnenju Aleksandra Andrejeviča Spicina je verjetno, da je bila kapa sprva pokrita s podobnim križem kot krona Jani Bega, vendar nemški veleposlanik svetega rimskega cesarja Maksimilijana I. Žiga Herberstein (znan po svojih zapiskih o moskovskih zadevah) tega dejstva ne podpira. 
Potem ko je Ivan Grozni sebe okronal za prvega ruskega carja s tem pokrivalom, ga je poljski kralj prosil, naj pojasni pomen svojega novega naslova. Na to je Ivan odgovoril, da kdor je okronan z Monomahovo kapo, se tradicionalno imenuje car, ker je to bilo darilo carja (tj. Konstantina IX.), ki je poslal efejskega metropolita v Kijev, da s to kapo okrona Vladimirja Monomaka. Ivan se menda ni zavedal, da je bil Vladimir Monomah v času Konstantina IX Monomaha star komaj dve leti in še ni bil kijevski suveren.
Monomahova kapa je bila nazadnje uporabljena pri dvojnem kronanju Ivana V. in Petra Velikega leta 1682, čeprav sta jo nato nosila v kronski procesiji. Ko je Peter prevzel naslov carja, je bila v modi nova krona zahodnega sloga, ki pa je bila uporabljena šele pri kronanju Katarine Velike.